# 17e étape du Tour de France 2009
Pour un article plus général, voir Tour de France 2009.
La 17e étape du Tour de France 2009, s'est déroulée le 22 juillet. Le parcours de 169,5 kilomètres reliait Bourg-Saint-Maurice au Grand-Bornand. La victoire est revenue au Luxembourgeois Fränk Schleck.

## Parcours
Cette 17e étape démarre fort, avec 2 ascensions de 1re catégorie : le Cormet de Roselend (18,1 km de montée à 5,7 %) et le Col des Saisies (15,1 km de montée à 6 %). Après la descente du Col des Saisies, suivent une dizaine de km en faux plat montant, un sprint intermédiaire au km 75,5, une dizaine de km de descente et un peu moins de 15 km de plat, avant la Côte d'Arâches (6,3 km de montée à 7 %), classée en 2e catégorie. Après la descente de la Côte d'Arâche, un sprint intermédiaire au km 126 et 5 km de plat, les coureurs devront enchaîner les ascensions du Col de Romme (8,8 km de montée à 8,9 %) et du Col de la Colombière (7,5 km de montée à 8,5 %), classées 1re catégorie. L'arrivée sera jugée au Grand-Bornand, après 169,5 km de course depuis Bourg-Saint-Maurice à travers la Savoie et la Haute-Savoie.

## Récit
Linus Gerdemann (Team Milram) et David Arroyo (Caisse d'Épargne) tentent de s'échapper, mais en vain. Sylvain Chavanel (Quick Step) attaque au km 5. Après plusieurs vagues d'attaques, il est rejoint par Jurgen Van den Broeck (Silence-Lotto), Denis Menchov (Rabobank), David Zabriskie (Garmin-Slipstream), Rubén Pérez Moreno, Gorka Verdugo (Euskaltel-Euskadi), Maxime Monfort (Team Columbia-HTC), José-Luis Arrieta (AG2R La Mondiale), Franco Pellizotti (Liquigas), Sandy Casar (La Française des jeux), Rigoberto Urán (Caisse d'Épargne), Christophe Kern, Rémi Pauriol (Cofidis), Marzio Bruseghin (Lampre-NGC), Thomas Voeckler, Pierre Rolland (BBox Bouygues Telecom) et Geoffroy Lequatre (Agritubel). Cadel Evans (Silence-Lotto) est en difficulté dans l'ascension. En revanche, Thor Hushovd (Cervélo TestTeam) se fait violence pour faire la jonction, en compagnie de Egoi Martínez et Amets Txurruka (Euskaltel-Euskadi).
Le sprinteur norvégien nous sort le grand numéro dans l'ascension du Col des Saisies, qu'il termine avec 45" d'avance sur ses poursuivants et 5 min 05 s sur le peloton. Il en profite pour prendre 12 points très importants dans l'optique du maillot vert et devancer Mark Cavendish (Team Columbia-HTC) de 30 pts.
Dans la montée du Col de Romme, Van Den Broeck se retrouve seul en tête.
Dans le groupe maillot jaune, Carlos Sastre (Cervélo TestTeam) lance les hostilités. Son accélération ne lui permet pas de partir, mais réduit le groupe à une dizaine de coureurs. Andy Schleck place une attaque à 5 km du sommet, qui permet la formation de 2 groupes : le 1er avec les frères Schleck (Team Saxo Bank), Alberto Contador et Andreas Klöden (Astana) ; le 2e avec Lance Armstrong (Astana), Bradley Wiggins, Christian Vande Velde (Garmin-Slipstream) et Vincenzo Nibali (Liquigas). Van Den Broeck ne résiste pas à cette explication. Au sommet, l'écart entre les 2 groupes est de 1 min 05 s.
Dans le Col de la Colombière, Vande Velde lâche. Klöden craque également, à la suite d'une accélération de Contador à 2 km du sommet. Dans le dernier km de l'ascension, Armstrong attaque, mais seul Nibali peut le suivre. Le duo rejoint Klöden, avant de le distancer. Fränk Schleck remporte l'étape et prend la 3e place, Contador conforte son maillot jaune, Andy Schleck son maillot blanc et prend la 2e place.

## Sprints intermédiaires
| Premier   | Thor Hushovd     | 6 pts |
| Deuxième  | Sylvain Chavanel | 4 pts |
| Troisième | Christophe Kern  | 2 pts |

| Premier   | Thor Hushovd    | 6 pts |
| Deuxième  | Christophe Kern | 4 pts |
| Troisième | Thomas Voeckler | 2 pts |

## Col et côtes
| Premier   | Franco Pellizotti     | 15 pts |
| Deuxième  | Sandy Casar           | 13 pts |
| Troisième | Sylvain Chavanel      | 11 pts |
| Quatrième | José Luis Arrieta     | 9 pts  |
| Cinquième | Christophe Kern       | 8 pts  |
| Sixième   | Jurgen Van den Broeck | 7 pts  |
| Septième  | David Zabriskie       | 6 pts  |
| Huitième  | Denis Menchov         | 5 pts  |

| Premier   | Thor Hushovd          | 15 pts |
| Deuxième  | Franco Pellizotti     | 13 pts |
| Troisième | Christophe Kern       | 11 pts |
| Quatrième | Egoi Martínez         | 9 pts  |
| Cinquième | Amets Txurruka        | 8 pts  |
| Sixième   | Denis Menchov         | 7 pts  |
| Septième  | Jurgen Van den Broeck | 6 pts  |
| -         | Carlos Barredo        | -      |

| Premier   | Thor Hushovd          | 10 pts |
| Deuxième  | Franco Pellizotti     | 9 pts  |
| Troisième | Egoi Martínez         | 8 pts  |
| Quatrième | Christophe Kern       | 7 pts  |
| Cinquième | Jurgen Van den Broeck | 6 pts  |
| Sixième   | David Zabriskie       | 5 pts  |

| Premier   | Fränk Schleck         | 15 pts |
| Deuxième  | Andy Schleck          | 13 pts |
| Troisième | Alberto Contador      | 11 pts |
| Quatrième | Andreas Klöden        | 9 pts  |
| Cinquième | Vincenzo Nibali       | 8 pts  |
| Sixième   | Christian Vande Velde | 7 pts  |
| Septième  | Bradley Wiggins       | 6 pts  |
| Huitième  | Lance Armstrong       | 5 pts  |

| - 5. Col de la Colombière, 1re catégorie (kilomètre 154,5) \| Premier \| Fränk Schleck \| 30 pts \| \| Deuxième \| Andy Schleck \| 26 pts \| \| Troisième \| Alberto Contador \| 22 pts \| \| Quatrième \| Andreas Klöden \| 18 pts \| \| Cinquième \| Lance Armstrong \| 16 pts \| \| Sixième \| Vincenzo Nibali \| 14 pts \| \| Septième \| Bradley Wiggins \| 12 pts \| \| Huitième \| Christophe Moreau \| 10 pts \| |                   |        |
| Premier | Fränk Schleck     | 30 pts |
| Deuxième | Andy Schleck      | 26 pts |
| Troisième | Alberto Contador  | 22 pts |
| Quatrième | Andreas Klöden    | 18 pts |
| Cinquième | Lance Armstrong   | 16 pts |
| Sixième | Vincenzo Nibali   | 14 pts |
| Septième | Bradley Wiggins   | 12 pts |
| Huitième | Christophe Moreau | 10 pts |

## Classement de l'étape
| Classement de la 17e étape | Classement de la 17e étape | Classement de la 17e étape | Classement de la 17e étape | Classement de la 17e étape |
|                            | Coureur                    | Pays                       | Équipe                     | Temps                      |
| -------------------------- | -------------------------- | -------------------------- | -------------------------- | -------------------------- |
| 1er                        | Fränk Schleck              | LUX                        | Team Saxo Bank             | en 4 h 53 min 54 s         |
| 2e                         | Alberto Contador           | ESP                        | Astana                     | m.t.                       |
| 3e                         | Andy Schleck               | LUX                        | Team Saxo Bank             | m.t.                       |
| 4e                         | Vincenzo Nibali            | ITA                        | Liquigas                   | + 2 min 18 s               |
| 5e                         | Lance Armstrong            | USA                        | Astana                     | + 2 min 18 s               |
| 6e                         | Andreas Klöden             | GER                        | Astana                     | + 2 min 27 s               |
| 7e                         | Bradley Wiggins            | GBR                        | Garmin-Slipstream          | + 3 min 7 s                |
| 8e                         | Christophe Moreau          | FRA                        | Agritubel                  | + 4 min 9 s                |
| 9e                         | Christian Vande Velde      | USA                        | Garmin-Slipstream          | + 4 min 9 s                |
| 10e                        | Rémi Pauriol               | FRA                        | Cofidis                    | + 6 min 10 s               |
| modifier                   |                            |                            |                            |                            |

## Classement général
| Classement général à la 17e journée | Classement général à la 17e journée | Classement général à la 17e journée | Classement général à la 17e journée | Classement général à la 17e journée |
|                                     | Coureur                             | Pays                                | Équipe                              | Temps                               |
| ----------------------------------- | ----------------------------------- | ----------------------------------- | ----------------------------------- | ----------------------------------- |
| 1er                                 | Alberto Contador                    | ESP                                 | Astana                              | en 72 h 27 min 9 s                  |
| 2e                                  | Andy Schleck                        | LUX                                 | Team Saxo Bank                      | + 2 min 26 s                        |
| 3e                                  | Fränk Schleck                       | LUX                                 | Team Saxo Bank                      | + 3 min 25 s                        |
| 4e                                  | Lance Armstrong                     | USA                                 | Astana                              | + 3 min 55 s                        |
| 5e                                  | Andreas Klöden                      | GER                                 | Astana                              | + 4 min 44 s                        |
| 6e                                  | Bradley Wiggins                     | GBR                                 | Garmin-Slipstream                   | + 4 min 53 s                        |
| 7e                                  | Vincenzo Nibali                     | ITA                                 | Liquigas                            | + 5 min 9 s                         |
| 8e                                  | Christian Vande Velde               | USA                                 | Garmin-Slipstream                   | + 8 min 8 s                         |
| 9e                                  | Christophe Le Mével                 | FRA                                 | La Française des jeux               | + 9 min 19 s                        |
| 10e                                 | Mikel Astarloza                     | ESP                                 | Euskaltel-Euskadi                   | + 10 min 50 s                       |
| modifier                            |                                     |                                     |                                     |                                     |

## Classements annexes

### Classement par points
| Classement par points | Classement par points | Classement par points | Classement par points | Classement par points |
| --------------------- | --------------------- | --------------------- | --------------------- | --------------------- |
|                       | Coureur               | Pays                  | Équipe                | Point(s)              |
| 1er                   | Thor Hushovd          | NOR                   | Cervélo TestTeam      | 230 points            |
| 2e                    | Mark Cavendish        | GBR                   | Team Columbia-HTC     | 200 pts               |
| 3e                    | José Joaquín Rojas    | ESP                   | Caisse d'Épargne      | 126 pts               |
| modifier              |                       |                       |                       |                       |

### Classement de la montagne
| Classement du meilleur grimpeur | Classement du meilleur grimpeur | Classement du meilleur grimpeur | Classement du meilleur grimpeur | Classement du meilleur grimpeur |
| ------------------------------- | ------------------------------- | ------------------------------- | ------------------------------- | ------------------------------- |
|                                 | Coureur                         | Pays                            | Équipe                          | Point(s)                        |
| 1er                             | Franco Pellizotti               | ITA                             | Liquigas                        | 196 points                      |
| 2e                              | Egoi Martínez                   | ESP                             | Euskaltel-Euskadi               | 118 pts                         |
| 3e                              | Pierrick Fédrigo                | FRA                             | BBox Bouygues Telecom           | 97 pts                          |
| modifier                        |                                 |                                 |                                 |                                 |

### Classement du meilleur jeune
| Classement général du meilleur jeune | Classement général du meilleur jeune | Classement général du meilleur jeune | Classement général du meilleur jeune | Classement général du meilleur jeune |
|                                      | Coureur                              | Pays                                 | Équipe                               | Temps                                |
| ------------------------------------ | ------------------------------------ | ------------------------------------ | ------------------------------------ | ------------------------------------ |
| 1er                                  | Andy Schleck                         | LUX                                  | Team Saxo Bank                       | en 72 h 29 min 35 s                  |
| 2e                                   | Vincenzo Nibali                      | ITA                                  | Liquigas                             | + 2 min 43 s                         |
| 3e                                   | Roman Kreuziger                      | CZE                                  | Liquigas                             | + 8 min 26 s                         |
| modifier                             |                                      |                                      |                                      |                                      |

### Classement par équipes
| Classement par équipes | Classement par équipes | Classement par équipes | Classement par équipes |
|                        | Équipe                 | Pays                   | Temps                  |
| ---------------------- | ---------------------- | ---------------------- | ---------------------- |
| 1re                    | Astana                 | Kazakhstan             | en 215 h 55 min 13 s   |
| 2e                     | Garmin-Slipstream      | États-Unis             | + 16 min 12 s          |
| 3e                     | AG2R La Mondiale       | France                 | + 16 min 33 s          |
| modifier               |                        |                        |                        |

### Combativité
- Thor Hushovd

## Abandons
- Cyril Dessel
- Kenny van Hummel, lanterne rouge du Tour, qui est contraint à l'abandon à la suite d'une chute en descente
- José Ángel Gómez Marchante